# El juego del calamar: El desafío
El juego del calamar: El desafío es un reality de televisión de competencia británica basada en el drama surcoreano de Netflix, El juego del calamar. El programa cuenta con 456 jugadores que compiten por US$4,56 millones (el segundo elenco y el segundo premio más grande en la historia de los reality shows). 
La serie distribuida por Netflix se produjo como una colaboración entre las productoras de televisión independientes Studio Lambert y The Garden, con Studio Lambert liderando la producción física en el Reino Unido. Los primeros 5 episodios del programa se lanzaron internacionalmente el 22 de noviembre de 2023 en Netflix. Los episodios 6 al 9 se el 29 de noviembre, mientras que el episodio 10, el final, se lanzó el 6 de diciembre.
El programa ocupó el puesto número 1 en la lista de Netflix de los 10 mejores programas en inglés durante las primeras dos semanas después de su lanzamiento. Tuvo 20,5 millones de visitas en su primera semana, 11,4 millones en la segunda y 6,6 millones en la tercera, con un total de más de 224 millones de horas vistas en los primeros 21 días.
El 6 de diciembre de 2023, antes del lanzamiento del final de la primera temporada, Netflix anunció la segunda temporada.

## Formato
456 jugadores compiten para ganar US$4,56 millones (alrededor de £3,6 millones), el elenco más grande y el segundo premio en efectivo más grande en la historia de la competencia de telerrealidad. A lo largo de una serie de juegos, cada jugador es llevado al límite y obligado a preguntarse hasta dónde llegará para ganar.

## Competencias
Los jugadores fueron eliminados en las dos primeras rondas al recibir "disparos" (paquetes de tinte en sus uniformes). Los jugadores que se enumeran a continuación fueron eliminados en esa ronda en particular.

### Luz roja, luz verde
En Luz roja, luz verde, los jugadores tuvieron lo que parece ser cinco minutos para cruzar la arena sin ser atrapados por la muñeca robótica.
- Número de jugadores eliminados: 259 (algunos jugadores notables fueron: 060 Leva Bates, 172 Michael Van Wijk y 263 "Cathy" Allison Danger).

### Prueba de decisión
Mientras pelaban zanahorias como parte de una dinámica, los jugadores 101 y 134 tuvieron la opción de darle una ventaja a un jugador o eliminarlo. Optaron por eliminar.
- Como resultado 200 Mothi fue eliminado.

### Dalgona
Antes del juego, se pidió a los jugadores que se colocaran en cuatro filas. Se pidió a un jugador de cada línea que acordara a qué grupos (incluidos ellos mismos) se les asignaría las cuatro formas de dalgona. Cuando los cuatro jugadores no pudieron llegar a un acuerdo en dos minutos, fueron eliminados. Al final, después de tres rondas de decisiones, los jugadores 299, 344, 432 y 452 pudieron tomar una decisión.
- Número de jugadores eliminados: 8

- 98 Zach
- 170 Alexander
- 321 Laverne
- 378' Hikmat
- 166 Louisa
- 288 D'Andre
- 328 Louise
- 454 Kevin

Luego se le pidió a los jugadores que grabaran la forma en la galleta Dalgona con una aguja.
- 69 jugadores fueron eliminados.

### Batalla naval
A los jugadores se les asignó la tarea de crear ocho equipos divididos equitativamente. Luego, los equipos se enfrentaron a otro equipo para jugar el siguiente juego, una variante de Battleship. Después de elegir a un capitán y un teniente, los equipos debían colocar los barcos en un tablero de juego y sentar a los jugadores en los barcos. Cuando todos los barcos estuvieron colocados, los equipos dispararon "cohetes" al suelo. en el tablero de juego del otro equipo para hundir los barcos. El primer equipo que hundiera dos barcos ganaría la ronda. Todos los jugadores de los barcos hundidos y el capitán y el teniente del equipo perdedor fueron eliminados, mientras que todos los demás jugadores (incluidos los jugadores del equipo perdedor en los barcos supervivientes) siguieron adelante.

#### Equipos ganadores
- Equipo 3
- Equipo 4
- Equipo 5
- Equipo 6

#### Equipos perdedores
- Equipo 1
- Equipo 2
- Equipo 7
- Equipo 8

- Número de jugadores eliminados: 45 (algunos jugadores notables fueron: 033 Figgy, 107 Tayo, 142 Anna Sahlene y 432 Bryton).

### Prueba de voto
A los jugadores se les dijo que cada uno que votaria para que una persona fuera eliminada. Una vez que se emitiera un voto en contra de un jugador, se mostraría en la pantalla. Los tres principales receptores de votos fueron eliminados.
- Número de jugadores eliminados: 3

- 161 Lorenzo
- 330 Kien
- 374 Andy

### Prueba de caja sorpresa
Cinco voluntarios recibieron cajas sorpresa que incluían tareas que debían completar. El jugador 130 recibió una ventaja en el siguiente juego (aunque fue eliminado antes de que pudiera utilizarla). El jugador 375 fue eliminado. Al jugador 087 se le dijo que eliminara a un jugador (jugador 176). Al jugador 183 se le dijo que eliminara a dos jugadores (jugadores 026 y 141). Al jugador 229 se le dijo que eliminara a tres jugadores (jugadores 130, 232 y 243).
- Número de jugadores eliminados: 7

- 026 Amber
- 130 Jakoben
- 141 Dash
- 176 Darius
- 232 Rick
- 243 Stephen
- 375 Joel

### Canicas
Por completar una tarea con éxito en el tiempo designado, los jugadores recibieron un pícnic donde se sentaron en parejas. Escondidas en las cestas había canicas, y a los jugadores se les decía que sus oponentes en el juego de Canicas sería la persona con la que habían hecho el pícnic.
- 32 jugadores fueron eliminados, quedando 31.

### Prueba de lealtad
Los jugadores restantes tienen la tarea de elegir un capitán. Finalmente se seleccionó al jugador 182 TJ: Luego se informa a TJ que él, junto con solo otros 19, pasarán a jugar el Juego 5 y que la próxima prueba será una Prueba de Lealtad . El capitán debe seleccionar un aliado del grupo para avanzar junto a él. Esta selección desencadena un efecto dominó, donde cada jugador elegido elige a otro, creando una cadena de lealtades. Al finalizar la prueba, los 11 jugadores no seleccionados quedan eliminados.

#### Secuencia de selección
1. 182 TJ es elegido capitán
2. 182 TJ eligió a 287 Mai
3. 287 Mai eligió a 286 Chad
4. 286 Chad eligió a 254 Mike
5. 254 Mike eligió a 077 Marina
6. 077 Marina eligió a 018 Bee
7. 018 Bee eligió a 019 Amanda
8. 019 Amanda eligió a 393 Jackie
9. 393 Jackie eligió a 451 Phill
10. 451 Phill eligió a 278 Ashley
11. 278 Ashley eligió a 016 Sam
12. 016 Sam eligió a 023 Siobhan
13. 023 Siobhan eligió a 051 Rose Mary Kah
14. 051 Rose Mary Kah eligió a 221 Charles
15. 221 Charles eligió a eligió a Hallie
16. 355 Hallie eligió a 429 Elliott
17. 429 Elliott eligió a 418 Roland
18. 418 Roland eligió a 301 Trey
19. 301 Trey eligió a 269 James
20. 269 James eligió a 031 Purna como elección final

- Número de jugadores eliminados: 11

- 002 Favour
- 030 Jinwoo
- 090 Ankur
- 120 Clayton
- 149 Justin
- 158 Preston
- 178 Chaz
- 204 Dan
- 215 Eric
- 222 Jordan
- 323 Ed

### Puente de cristal
El juego presentaba un puente de vidrio que contenía 17 pares de fichas de vidrio. Cada conjunto de mosaicos representa dos tipos de vidrio: uno era seguro para estar de pie y el otro no. Cada jugador tenía que usar un chaleco al que se le asignaba un número único que iba del 1 al 20 y cruzar el puente en orden secuencial en 30 minutos. Las decisiones equivocadas en el puente conllevaron a la eliminación.

#### Asignación
Para agregar una capa de imprevisibilidad al juego, se pidió a los jugadores que seleccionaran un osito de peluche de una máquina de garras. A cada peluche se le asociaba un número específico oculto, que luego debían asignar a otro jugador, estableciendo la secuencia en la que los concursantes participarán en el juego.

#### Secuencia de selección
1. 287 Mai agarra el chaleco 04 y se lo da a 077 Marina
2. 278 Ashley agarra el chaleco 06 y se lo da a 031 Purna
3. 451 Phill agarra el chaleco 08 y se lo da a 418 Roland
4. 393 Jackie agarra el chaleco 01 y se lo da a 182 TJ
5. 221 Charles agarra el chaleco 03 y se lo da a 301 Trey
6. 016 Sam agarra el chaleco 09 y se lo da a 429 Elliott
7. 031 Purna agarra el chaleco 05 y se lo da a 278 Ashley
8. 269 James agarra el chaleco 12 y se lo da a 051 Rose Mary Kah
9. 429 Elliott agarra el chaleco 18 y se lo da a 355 Hallie
10. 254 Mike agarra el chaleco 07 y se lo da a 393 Jackie
11. 182 TJ agarra el chaleco 20 y se lo da a 287 Mai
12. 019 Amanda agarra el chaleco 02 y se lo da a 221 Charles
13. 077 Marina agarra el chaleco 13 y se lo da a 023 Siobhan
14. 418 Roland agarra el chaleco 10 y se lo da a 451 Phill
15. 301 Trey agarra el chaleco 15 y se lo da a 269 James
16. 355 Hallie agarra el chaleco 14 y se lo da a 254 Mike
17. 286 Chad agarra el chaleco 17 y se lo da a 016 Sam
18. 051 Rose Mary Kah agarra el chaleco 16 y se lo da a 018 Bee
19. 023 Siobhana garra el chaleco 19 y se lo da a 019 Amanda
20. 018 Bee agarra el último chaleco, 11, y se lo da a 286 Chad por defecto

#### Orden de los jugadores
| #1       | #2                | #3          | #4         | #5         | #6        | #7         | #8         | #9          | #10       |
| -------- | ----------------- | ----------- | ---------- | ---------- | --------- | ---------- | ---------- | ----------- | --------- |
| 182 TJ   | 221 Charles       | 301 Trey    | 077 Marina | 278 Ashley | 031 Purna | 393 Jackie | 418 Roland | 429 Elliott | 451 Phill |
| #11      | #12               | #13         | #14        | #15        | #16       | #17        | #18        | #19         | #20       |
| 286 Chad | 051 Rose Mary Kah | 023 Siobhan | 254 Mike   | 269 James  | 018 Bee   | 016 Sam    | 355 Hallie | 019 Amanda  | 287 Mai   |

#### Resultado
Como resultado 8 jugadores fueron eliminados:
- 023 Siobhan
- 077 Marina
- 182 TJ
- 221 Charles
- 254 Mike
- 269 James
- 301 Trey
- 393 Jackie

Mientras que 12 jugadores pasaron al siguiente juego:
- 016 Sam
- 018 Bee
- 019 Amanda
- 031 Purna
- 051 Rose Mary
- 278 Ashley
- 286 Chad
- 287 Mai
- 355 Hallie
- 418 Roland
- 429 Elliott
- 451 Phill

### Prueba de tiro
Los jugadores deben turnarse y tirar los dados. Antes de tirar, deben decidir si se nominan a sí mismos o a otro jugador para ser eliminados. Si un jugador saca un '6', la persona nominada será eliminada. El juego se detiene cuando se eliminan 3 jugadores. Los jugadores seleccionaron al jugador 287 como líder y, en consecuencia, 287 Mai fue designada para ser la primera en tirar los dados.

#### Progreso del juego
1. 287 Mai nominó a 278 Ashley y sacó un 4
2. 418 Roland se nominó y sacó un 3
3. 016 Sam se nominó y sacó un 4
4. 355 Hallie se nominó y sacó un 2
5. 018 Bee se nominó y sacó un 6, eliminándose a sí misma
6. 278 Ashley nominó a  287 Mai y sacó un 5
7. 429 Elliot se nominó y sacó un 3
8. 031 Purnase nominó y sacó un 6, eliminándose a sí mismo
9. 451 Phill se nominó y sacó un 2
10. 019 Amanda se nominó y sacó un 3
11. 286 Chad se nominó y sacó un 6, eliminándose a sí mismo y terminando con el juego.

- Número de jugadores eliminados: 3

- 018 Bee
- 031 Purna
- 286 Chad

### Círculo de confianza
Los jugadores se sientan en escritorios en círculo con un podio en el medio con una caja de regalo y luego se les vendan los ojos. Cuando se le toca el hombro, el jugador se quita la venda de los ojos en secreto, recoge la caja de regalo, la coloca en el escritorio de otro jugador que desea eliminar, luego regresa a su escritorio y se vuelve a poner la venda en los ojos. Luego, todos se quitan las vendas y el jugador puede adivinar quién colocó la caja en su escritorio. Si adivinan correctamente, el primer jugador es eliminado; si adivinan incorrectamente, quedan eliminados. Este juego es una versión modificada de Heads up, seven up.
- Número de jugadores eliminados: 6

- 019 Amanda
- 051 Rose Mary Kah
- 278 Ashley
- 355 Hallie
- 418 Roland
- 429 Elliott

### Prueba de botón
Los 3 jugadores disfrutaron de un festín en una mesa con forma de triángulo. En el medio de la mesa, había un podio que mostraba tres botones y cada jugador debía presionar un botón. Cuando se presiona un botón, brillará en un color diferente. Si se ilumina en verde, ese jugador continúa y se lleva a otro jugador con él. Si se ilumina en gris, no ocurrirá ninguna consecuencia. Si se ilumina en rojo, el jugador queda eliminado.

#### Secuencia del juego
1. 287  Mai presionó el botón central que brillaba en gris.
2. 016 Sam presionó el botón derecho que se iluminó en rojo, lo que resultó en su eliminación.
3. 451 Phill no tuvo que presionar un botón debido a la eliminación de 016 Sam.

- El jugador 016 Sam fue el único eliminado.

### Piedra, papel, tijeras
En una cuadrícula con forma de calamar, ambos jugadores deben situarse sobre los ojos del calamar. En la parte superior e inferior de la cuadrícula hay una caja fuerte y una caja de llaves respectivamente. Ambos jugadores deben realizar una jugada en una partida de Piedra, papel o Tijera . El jugador ganador debe seleccionar una llave de la caja e intentar abrir la caja fuerte. Si no lo consiguen, el juego continúa. Quien elija una llave y abra la caja fuerte gana.
- Como resultado 451 Phill quedó eliminado luego de que, 287 Mai abriera la caja, consagrándose ganador.

## Resultados Generales
Debido a limitaciones de tamaño, esta tabla solo incluye a los 119 concursantes que triunfaron en los Juegos 1 y 2 y que aparecen en el Episodio 3 (337 concursantes fueron eliminados entre los dos primeros episodios y no están incluidos en la tabla de resumen del juego).
     GANADOR El ganador de El juego del calamar
     PERDEDOREl subcampeón de El juego del calamar
     GANA Pasó el juego con éxito
     RIESGO En riesgo de ser eliminado
     FUERA Eliminado de El Juego del Calamar al fallar un juego o prueba
     FUERA  Eliminado de Squid Game al ser eliminado por la decisión de otro jugador
     PIERDE Juego 3: Batalla naval, pero continuó en la competencia
      Seleccionó con éxito una forma para su grupo en el Juego 2: Dalgona
     Capitán elegido de su grupo en el Juego 3: Batalla naval, o en la prueba de Lealtad
     Teniente elegido de su grupo en el Juego 3: Batalla naval
| Competidores | Competidores  | Episodes               | Episodes   | Episodes   | Episodes         | Episodes         | Episodes    | Episodes      | Episodes           | Episodes    | Episodes           | Episodes            | Episodes            | Episodes       | Episodes       | Episodes                | Episodes                | Episodes  | Episodes                  |
| Número       | Nombre        | 1                      | 2          | 2          | 3                | 3                | 4           | 5             | 6                  | 6           | 7                  | 7                   | 8                   | 8              | 8              | 9                       | 9                       | 10        | 10                        |
| Número       | Nombre        | 1. Luz roja, luz verde | 2. Dalgona | 2. Dalgona | 3. Batalla naval | 3. Batalla naval | Voto grupal | Caja sorpresa | 4. Canicas         | 4. Canicas  | Prueba de lealtad  | 5.Puente de cristal | 5.Puente de cristal | Prueba de tiro | Prueba de tiro | 6. Círculo de confianza | 6. Círculo de confianza | Botón     | 7. Piedra, papel, tijeras |
| ------------ | ------------- | ---------------------- | ---------- | ---------- | ---------------- | ---------------- | ----------- | ------------- | ------------------ | ----------- | ------------------ | ------------------- | ------------------- | -------------- | -------------- | ----------------------- | ----------------------- | --------- | ------------------------- |
| 287          | Mai           | GANA                   | Estrella   | GANA       | Grupo 2          | PIERDE           |             |               | 097: Jada          | GANA        | 286: Chad          | 20 (by 182)         | GANA                | 278 4          | RIESGO         | 418, 429                | GANA                    | Triángulo | GANADORA                  |
| 451          | Phill         | GANA                   | Estrella   | GANA       | Grupo 7          | PIERDE           |             |               | 337: Bradford      | GANA        | 278: Ashley        | 10 (by 418)         | GANA                | 451 2          | 451 2          | 051, 278, 355           | GANA                    |           | PERDEDOR                  |
| 016          | Sam           | GANA                   | Estrella   | GANA       | Grupo 5          | RIESGO           |             |               | 344: Charlie       | GANA        | 023: Siobhan       | 17 (by 286)         | GANA                | 016 4          | 016 4          |                         | GANA                    | FUERA     |                           |
| 355          | Hallie        | GANA                   | Círculo    | GANA       | Grupo 8          | PIERDE           |             |               | 410: Demi          | GANA        | 429: Elliott       | 18 (by 429)         | GANA                | 355 2          | 355 2          | 019, 287                | FUERA                   |           |                           |
| 278          | Ashley        | GANA                   | Círculo    | GANA       | Grupo 3          | GANA             |             |               | 229: Phalisia      | GANA        | 016: Sam           | 05 (by 031)         | GANA                | RIESGO         | 287 5          | 451                     | FUERA                   |           |                           |
| 051          | Rose Mary Kah | GANA                   | Triángulo  | GANA       | Grupo 3          | RIESGO           |             |               | 080: Rachelle      | GANA        | 221: Charles       | 12 (by 269)         | GANA                |                |                | 451                     | FUERA                   |           |                           |
| 429          | Elliott       | GANA                   | Círculo    | GANA       | Grupo 8          | PIERDE           |             |               | 427: Trudy         | GANA        | 418: Roland        | 09 (by 016)         | GANA                | 429 3          | 429 3          | 287                     | FUERA                   |           |                           |
| 019          | Amanda        | GANA                   | Círculo    | GANA       | Grupo 6          | GANA             |             |               | 336: Brian         | GANA        | 393: Jackie        | 19 (by 023)         | GANA                | 019 3          | 019 3          | 451                     | FUERA                   |           |                           |
| 418          | Roland        | GANA                   | Paragua    | GANA       | Grupo 8          | PIERDE           |             |               | 202: Elliott       | GANA        | 301: Trey          | 08 (by 451)         | GANA                | 418 3          | 418 3          | 287                     | FUERA                   |           |                           |
| 286          | Chad          | GANA                   | Círculo    | GANA       | Grupo 7          | PIERDE           |             |               | 334: Robert        | GANA        | 254: Mikie         | 11                  | GANA                | 286 6          | FUERA          |                         |                         |           |                           |
| 031          | Purna         | GANA                   | Círculo    | GANA       | Grupo 4          | GANA             |             |               | 339: Rob           | GANA        | SAFE               | 06 (by 278)         | GANA                | 031 6          | FUERA          |                         |                         |           |                           |
| 018          | Bee           | GANA                   | Círculo    | GANA       | Grupo 6          | GANA             |             |               | 361: Melissa       | GANA        | 019: Amanda        | 16 (by 051)         | GANA                | 018 6          | FUERA          |                         |                         |           |                           |
| 269          | James         | GANA                   | Círculo    | GANA       | Grupo 4          | GANA             |             |               | 312: Alexis        | GANA        | 031: Purna         | 15 (by 301)         | FUERA               |                |                |                         |                         |           |                           |
| 254          | Mikie         | GANA                   | Triángulo  | GANA       | Grupo 2          | PIERDE           |             |               | 087: Kyle          | GANA        | 077: Marina        | 14 (by 355)         | FUERA               |                |                |                         |                         |           |                           |
| 023          | Siobhan       | GANA                   | Triángulo  | GANA       | Grupo 5          | RIESGO           |             |               | 054: Lucia         | GANA        | 051: Rose Mary Kah | 13 (by 077)         | FUERA               |                |                |                         |                         |           |                           |
| 393          | Jackie        | GANA                   | Estrella   | GANA       | Group 6          | GANA             |             |               | 382: Tim           | GANA        | 451: Phill         | 07 (by 254)         | FUERA               |                |                |                         |                         |           |                           |
| 301          | Trey          | GANA                   | Círculo    | GANA       | Grupo 5          | GANA             |             |               | 301: Trey          | GANA        | 269: James         | 03 (by 221)         | FUERA               |                |                |                         |                         |           |                           |
| 077          | Marina        | GANA                   | Círculo    | GANA       | Grupo 5          | GANA             |             |               | 083: Christian     | GANA        | 018: Bee           | 04 (by 287)         | FUERA               |                |                |                         |                         |           |                           |
| 221          | Charles       | GANA                   | Estrella   | GANA       | Grupo 5          | GANA             |             |               | 179: Chaney        | GANA        | 355: Hallie        | 02 (by 019)         | FUERA               |                |                |                         |                         |           |                           |
| 182          | TJ            | GANA                   | Estrella   | GANA       | Grupo 5          | GANA             |             |               | 183: Jesse         | GANA        | 287: Mai           | 01 (by 393)         | FUERA               |                |                |                         |                         |           |                           |
| 002          | Favour        | GANA                   | Círculo    | GANA       | Grupo 3          | GANA             |             |               | 319: Yu Hannah     | GANA        | FUERA              |                     |                     |                |                |                         |                         |           |                           |
| 030          | Jinwoo        | GANA                   | Triángulo  | GANA       | Grupo 7          | PIERDE           |             |               | 445: Chapman       | GANA        | FUERA              |                     |                     |                |                |                         |                         |           |                           |
| 090          | Ankur         | GANA                   | Triángulo  | GANA       | Grupo 7          | PIERDE           |             |               | 043: Eddie         | GANA        | FUERA              |                     |                     |                |                |                         |                         |           |                           |
| 120          | Clayton       | GANA                   | Estrella   | GANA       | Grupo 6          | GANA             |             |               | 453: Rachel        | GANA        | FUERA              |                     |                     |                |                |                         |                         |           |                           |
| 149          | Justin        | GANA                   | Triángulo  | GANA       | Grupo 6          | RIESGO           |             |               | 404: Ned           | GANA        | FUERA              |                     |                     |                |                |                         |                         |           |                           |
| 158          | Preston       | GANA                   | Triángulo  | GANA       | Grupo 3          | GANA             |             |               | 359: Malyk         | GANA        | FUERA              |                     |                     |                |                |                         |                         |           |                           |
| 178          | Chaz          | GANA                   | Estrella   | GANA       | Grupo 3          | GANA             |             |               | 442: Phillip       | GANA        | FUERA              |                     |                     |                |                |                         |                         |           |                           |
| 204          | Daniel        | GANA                   | Estrella   | GANA       | Grupo 4          | GANA             |             |               | 209: Marcus        | GANA        | FUERA              |                     |                     |                |                |                         |                         |           |                           |
| 215          | Eric          | GANA                   | Paragua    | GANA       | Grupo 1          | PIERDE           |             |               | 210: Chad          | GANA        | FUERA              |                     |                     |                |                |                         |                         |           |                           |
| 222          | Jordan        | GANA                   | Triángulo  | GANA       | Grupo 1          | PIERDE           |             |               | No compitió        | No compitió | FUERA              |                     |                     |                |                |                         |                         |           |                           |
| 323          | Ed            | GANA                   | Estrella   | GANA       | Grupo 1          | PIERDE           |             |               | 326: Melissa       | GANA        | FUERA              |                     |                     |                |                |                         |                         |           |                           |
| 302          | LeAnn         | GANA                   | Círculo    | GANA       | Grupo 5          | RIESGO           | RIESGO      |               | 302: LeAnn         | FUERA       |                    |                     |                     |                |                |                         |                         |           |                           |
| 336          | Brian         | GANA                   | Triángulo  | GANA       | Grupo 4          | GANA             |             |               | 019: Amanda        | FUERA       |                    |                     |                     |                |                |                         |                         |           |                           |
| 319          | Yu Hannah     | GANA                   | Paragua    | GANA       | Group 3          | GANA             |             |               | 002: Favour        | FUERA       |                    |                     |                     |                |                |                         |                         |           |                           |
| 229          | Phalisia      | GANA                   | Estrella   | GANA       | Grupo 5          | RIESGO           |             | 130, 243, 232 | 278: Ashley        | FUERA       |                    |                     |                     |                |                |                         |                         |           |                           |
| 087          | Kyle          | GANA                   | Triángulo  | GANA       | Grupo 2          | PIERDE           |             | 176           | 254: Mikie         | FUERA       |                    |                     |                     |                |                |                         |                         |           |                           |
| 399          | Aurora        | GANA                   | Círculo    | GANA       | Grupo 2          | PIERDE           |             |               | 065: Dylan         | FUERA       |                    |                     |                     |                |                |                         |                         |           |                           |
| 065          | Dylan         | GANA                   | Triángulo  | GANA       | Grupo 4          | GANA             |             |               | 399: Aurora        | FUERA       |                    |                     |                     |                |                |                         |                         |           |                           |
| 179          | Chaney        | GANA                   | Estrella   | GANA       | Grupo 5          | GANA             | RIESGO      |               | 221: Charles       | FUERA       |                    |                     |                     |                |                |                         |                         |           |                           |
| 344          | Charlie       | GANA                   | Estrella   | GANA       | Group 3          | GANA             |             |               | 016: Sam           | FUERA       |                    |                     |                     |                |                |                         |                         |           |                           |
| 183          | Jesse         | GANA                   | Estrella   | GANA       | Group 5          | GANA             |             | 026, 141      | 182: TJ            | FUERA       |                    |                     |                     |                |                |                         |                         |           |                           |
| 334          | Robert        | GANA                   | Estrella   | GANA       | Grupo 4          | GANA             |             |               | 286: Chad          | FUERA       |                    |                     |                     |                |                |                         |                         |           |                           |
| 097          | Jada          | GANA                   | Triángulo  | GANA       | Grupo 5          | GANA             |             |               | 287: Mai           | FUERA       |                    |                     |                     |                |                |                         |                         |           |                           |
| 209          | Marcus        | GANA                   | Estrella   | GANA       | Grupo 4          | GANA             |             |               | 204: Daniel        | FUERA       |                    |                     |                     |                |                |                         |                         |           |                           |
| 382          | Tim           | GANA                   | Triángulo  | GANA       | Grupo 6          | GANA             |             |               | 393: Jackie        | FUERA       |                    |                     |                     |                |                |                         |                         |           |                           |
| 083          | Christian     | GANA                   | Triángulo  | GANA       | Grupo 6          | RIESGO           |             |               | 077: Marina        | FUERA       |                    |                     |                     |                |                |                         |                         |           |                           |
| 361          | Melissa       | GANA                   | Triángulo  | GANA       | Grupo 5          | GANA             |             |               | 018: Bee           | FUERA       |                    |                     |                     |                |                |                         |                         |           |                           |
| 404          | Ned           | GANA                   | Circle     | GANA       | Grupo 2          | PIERDE           |             |               | 149: Justin        | FUERA       |                    |                     |                     |                |                |                         |                         |           |                           |
| 339          | Rob           | GANA                   | Triángulo  | GANA       | Grupo 3          | GANA             |             |               | 031: Purna         | FUERA       |                    |                     |                     |                |                |                         |                         |           |                           |
| 337          | Bradford      | GANA                   | Estrella   | GANA       | Grupo 3          | GANA             |             |               | 451: Phill         | FUERA       |                    |                     |                     |                |                |                         |                         |           |                           |
| 453          | Rachel        | GANA                   | Círculo    | GANA       | Grupo 6          | GANA             |             |               | 120: Clayton       | FUERA       |                    |                     |                     |                |                |                         |                         |           |                           |
| 054          | Lucia         | GANA                   | Triángulo  | GANA       | Group 5          | GANA             |             |               | 023: Siobhan       | FUERA       |                    |                     |                     |                |                |                         |                         |           |                           |
| 312          | Alexis        | GANA                   | Estrella   | GANA       | Grupo 4          | GANA             |             |               | 269: James         | FUERA       |                    |                     |                     |                |                |                         |                         |           |                           |
| 326          | Melissa       | GANA                   | Círculo    | GANA       | Grupo 1          | PIERDE           |             |               | 323: Ed            | FUERA       |                    |                     |                     |                |                |                         |                         |           |                           |
| 445          | Chapman       | GANA                   | Triángulo  | GANA       | Grupo 6          | GANA             |             |               | 030: Jinwoo        | FUERA       |                    |                     |                     |                |                |                         |                         |           |                           |
| 043          | Eddie         | GANA                   | Triángulo  | GANA       | Grupo 6          | GANA             |             |               | 090: Ankur         | FUERA       |                    |                     |                     |                |                |                         |                         |           |                           |
| 359          | Malyk         | GANA                   | Triángulo  | GANA       | Group 3          | RIESGO           |             |               | 158: Preston       | FUERA       |                    |                     |                     |                |                |                         |                         |           |                           |
| 442          | Phillip       | GANA                   | Triangle   | GANA       | Grupo 6          | RIESGO           |             |               | 178: Chaz          | FUERA       |                    |                     |                     |                |                |                         |                         |           |                           |
| 210          | Chad          | GANA                   | Triángulo  | GANA       | Grupo 1          | PIERDE           |             |               | 215: Eric          | FUERA       |                    |                     |                     |                |                |                         |                         |           |                           |
| 427          | Trudy         | GANA                   | Círculo    | GANA       | Group 8          | PIERDE           |             |               | 429: Elliott       | FUERA       |                    |                     |                     |                |                |                         |                         |           |                           |
| 080          | Rachelle      | GANA                   | Estrella   | GANA       | Grupo 6          | GANA             |             |               | 051: Rose Mary Kah | FUERA       |                    |                     |                     |                |                |                         |                         |           |                           |
| 410          | Demi          | GANA                   | Triángulo  | GANA       | Grupo 8          | PIERDE           |             |               | 355: Hallie        | FUERA       |                    |                     |                     |                |                |                         |                         |           |                           |
| 202          | Elliott       | GANA                   | Círculo    | GANA       | Grupo 4          | GANA             |             |               | 418: Roland        | FUERA       |                    |                     |                     |                |                |                         |                         |           |                           |
| 232          | Rick          | GANA                   | Círculo    | GANA       | Grupo 4          | GANA             |             | FUERA         |                    |             |                    |                     |                     |                |                |                         |                         |           |                           |
| 243          | Stephen       | GANA                   | Estrella   | GANA       | Grupo 4          | RIESGO           |             | FUERA         |                    |             |                    |                     |                     |                |                |                         |                         |           |                           |
| 130          | Jakoben       | GANA                   | Círculo    | GANA       | Group 6          | GANA             |             | FUERA         |                    |             |                    |                     |                     |                |                |                         |                         |           |                           |
| 176          | Darius        | GANA                   | Estrella   | GANA       | Group 5          | GANA             |             | FUERA         |                    |             |                    |                     |                     |                |                |                         |                         |           |                           |
| 375          | Joel          | GANA                   | Círculo    | GANA       | Grupo 4          | GANA             |             | FUERA         |                    |             |                    |                     |                     |                |                |                         |                         |           |                           |
| 141          | Dash          | GANA                   | Círculo    | GANA       | Grupo 2          | PIERDE           |             | FUERA         |                    |             |                    |                     |                     |                |                |                         |                         |           |                           |
| 026          | Amber         | GANA                   | Círculo    | GANA       | Grupo 1          | PIERDE           |             | FUERA         |                    |             |                    |                     |                     |                |                |                         |                         |           |                           |
| 161          | Lorenzo       | GANA                   | Triángulo  | GANA       | Group 5          | GANA             | FUERA       |               |                    |             |                    |                     |                     |                |                |                         |                         |           |                           |
| 330          | Kien          | GANA                   | Umbrella   | GANA       | Grupo 7          | PIERDE           | FUERA       |               |                    |             |                    |                     |                     |                |                |                         |                         |           |                           |
| 374          | Andy          | GANA                   | Círculo    | GANA       | Grupo 4          | RIESGO           | FUERA       |               |                    |             |                    |                     |                     |                |                |                         |                         |           |                           |
| 258          | Brownie       | GANA                   | Círculo    | GANA       | Grupo 7          | FUERA            |             |               |                    |             |                    |                     |                     |                |                |                         |                         |           |                           |
| 273          | Darylle       | GANA                   | Círculo    | GANA       | Grupo 7          | FUERA            |             |               |                    |             |                    |                     |                     |                |                |                         |                         |           |                           |
| 367          | Camilla       | GANA                   | Paragua    | GANA       | Grupo 7          | FUERA            |             |               |                    |             |                    |                     |                     |                |                |                         |                         |           |                           |
| 107          | Tayo          | GANA                   | Paragua    | GANA       | Grupo 7          | FUERA            |             |               |                    |             |                    |                     |                     |                |                |                         |                         |           |                           |
| 194          | Saïd          | GANA                   | Paragua    | GANA       | Grupo 7          | FUERA            |             |               |                    |             |                    |                     |                     |                |                |                         |                         |           |                           |
| 035          | Megan         | GANA                   | Círculo    | GANA       | Grupo 7          | FUERA            |             |               |                    |             |                    |                     |                     |                |                |                         |                         |           |                           |
| 103          | Stephanie     | GANA                   | Triángulo  | GANA       | Grupo 7          | FUERA            |             |               |                    |             |                    |                     |                     |                |                |                         |                         |           |                           |
| 248          | Chaun         | GANA                   | Círculo    | GANA       | Grupo 7          | FUERA            |             |               |                    |             |                    |                     |                     |                |                |                         |                         |           |                           |
| 033          | Figgy         | GANA                   | Círculo    | GANA       | Grupo 7          | FUERA            |             |               |                    |             |                    |                     |                     |                |                |                         |                         |           |                           |
| 297          | Kwame         | GANA                   | Estrella   | GANA       | Grupo 7          | FUERA            |             |               |                    |             |                    |                     |                     |                |                |                         |                         |           |                           |
| 414          | Rebecca       | GANA                   | Triángulo  | GANA       | Grupo 4          | FUERA            |             |               |                    |             |                    |                     |                     |                |                |                         |                         |           |                           |
| 218          | Michael       | GANA                   | Triángulo  | GANA       | Grupo 4          | FUERA            |             |               |                    |             |                    |                     |                     |                |                |                         |                         |           |                           |
| 057          | Madison       | GANA                   | Triángulo  | GANA       | Grupo 8          | FUERA            |             |               |                    |             |                    |                     |                     |                |                |                         |                         |           |                           |
| 434          | Joe           | GANA                   | Círculo    | GANA       | Grupo 8          | FUERA            |             |               |                    |             |                    |                     |                     |                |                |                         |                         |           |                           |
| 362          | Kiara         | GANA                   | Triángulo  | GANA       | Grupo 8          | FUERA            |             |               |                    |             |                    |                     |                     |                |                |                         |                         |           |                           |
| 226          | Aiyanna       | GANA                   | Estrella   | GANA       | Grupo 8          | FUERA            |             |               |                    |             |                    |                     |                     |                |                |                         |                         |           |                           |
| 357          | Nayo          | GANA                   | Triángulo  | GANA       | Grupo 8          | FUERA            |             |               |                    |             |                    |                     |                     |                |                |                         |                         |           |                           |
| 446          | Tom           | GANA                   | Estrella   | GANA       | Grupo 6          | FUERA            |             |               |                    |             |                    |                     |                     |                |                |                         |                         |           |                           |
| 106          | Jessica       | GANA                   | Círculo    | GANA       | Grupo 6          | FUERA            |             |               |                    |             |                    |                     |                     |                |                |                         |                         |           |                           |
| 034          | Hannah        | GANA                   | Círculo    | GANA       | Grupo 8          | FUERA            |             |               |                    |             |                    |                     |                     |                |                |                         |                         |           |                           |
| 350          | Lindsey       | GANA                   | Círculo    | GANA       | Grupo 8          | FUERA            |             |               |                    |             |                    |                     |                     |                |                |                         |                         |           |                           |
| 267          | Amanda        | GANA                   | Círculo    | GANA       | Grupo 8          | FUERA            |             |               |                    |             |                    |                     |                     |                |                |                         |                         |           |                           |
| 435          | Catherine     | GANA                   | Círculo    | GANA       | Grupo 8          | FUERA            |             |               |                    |             |                    |                     |                     |                |                |                         |                         |           |                           |
| 438          | Shelby        | GANA                   | Círculo    | GANA       | Grupo 8          | FUERA            |             |               |                    |             |                    |                     |                     |                |                |                         |                         |           |                           |
| 396          | Scott         | GANA                   | Estrella   | GANA       | Grupo 2          | FUERA            |             |               |                    |             |                    |                     |                     |                |                |                         |                         |           |                           |
| 264          | Tyler         | GANA                   | Triángulo  | GANA       | Grupo 2          | FUERA            |             |               |                    |             |                    |                     |                     |                |                |                         |                         |           |                           |
| 386          | MiMi          | GANA                   | Triángulo  | GANA       | Grupo 2          | FUERA            |             |               |                    |             |                    |                     |                     |                |                |                         |                         |           |                           |
| 135          | Vanessa       | GANA                   | Estrella   | GANA       | Grupo 2          | FUERA            |             |               |                    |             |                    |                     |                     |                |                |                         |                         |           |                           |
| 136          | Carlos        | GANA                   | Estrella   | GANA       | Grupo 2          | FUERA            |             |               |                    |             |                    |                     |                     |                |                |                         |                         |           |                           |
| 187          | Kevin         | GANA                   | Estrella   | GANA       | Grupo 2          | FUERA            |             |               |                    |             |                    |                     |                     |                |                |                         |                         |           |                           |
| 186          | Onur          | GANA                   | Círculo    | GANA       | Grupo 2          | FUERA            |             |               |                    |             |                    |                     |                     |                |                |                         |                         |           |                           |
| 433          | Alex          | GANA                   | Círculo    | GANA       | Grupo 2          | FUERA            |             |               |                    |             |                    |                     |                     |                |                |                         |                         |           |                           |
| 220          | Jessi         | GANA                   | Círculo    | GANA       | Grupo 1          | FUERA            |             |               |                    |             |                    |                     |                     |                |                |                         |                         |           |                           |
| 352          | Radhika       | GANA                   | Estrella   | GANA       | Grupo 1          | FUERA            |             |               |                    |             |                    |                     |                     |                |                |                         |                         |           |                           |
| 270          | Adrian        | GANA                   | Paragua    | GANA       | Grupo 1          | FUERA            |             |               |                    |             |                    |                     |                     |                |                |                         |                         |           |                           |
| 432          | Bryton        | GANA                   | Triángulo  | GANA       | Grupo 1          | FUERA            |             |               |                    |             |                    |                     |                     |                |                |                         |                         |           |                           |
| 343          | Brianna       | GANA                   | Círculo    | GANA       | Grupo 3          | FUERA            |             |               |                    |             |                    |                     |                     |                |                |                         |                         |           |                           |
| 142          | Anna          | GANA                   | Triángulo  | GANA       | Grupo 3          | FUERA            |             |               |                    |             |                    |                     |                     |                |                |                         |                         |           |                           |
| 188          | Sam           | GANA                   | Círculo    | GANA       | Grupo 3          | FUERA            |             |               |                    |             |                    |                     |                     |                |                |                         |                         |           |                           |
| 389          | Taylor        | GANA                   | Círculo    | GANA       | Grupo 3          | FUERA            |             |               |                    |             |                    |                     |                     |                |                |                         |                         |           |                           |
| 452          | Mark          | GANA                   | Círculo    | GANA       | Grupo 1          | FUERA            |             |               |                    |             |                    |                     |                     |                |                |                         |                         |           |                           |
| 447          | Yongjun       | GANA                   | Círculo    | GANA       | Grupo 1          | FUERA            |             |               |                    |             |                    |                     |                     |                |                |                         |                         |           |                           |
| 422          | Riley         | GANA                   | Triángulo  | GANA       | Grupo 1          | FUERA            |             |               |                    |             |                    |                     |                     |                |                |                         |                         |           |                           |
| 041          | Jastin        | GANA                   | Estrella   | GANA       | Grupo 1          | FUERA            |             |               |                    |             |                    |                     |                     |                |                |                         |                         |           |                           |
| 068          | Abdulla       | GANA                   | Triángulo  | GANA       | Grupo 1          | FUERA            |             |               |                    |             |                    |                     |                     |                |                |                         |                         |           |                           |
| 198          | Husnain       | GANA                   | Estrella   | GANA       | FUERA            |                  |             |               |                    |             |                    |                     |                     |                |                |                         |                         |           |                           |
| 200          | Mothi         | GANA                   | FUERA      |            |                  |                  |             |               |                    |             |                    |                     |                     |                |                |                         |                         |           |                           |

## Episodios
| N.º | Título                                                             | Dirigido por | Escrito por | Fecha de lanzamiento original |
| --- | ------------------------------------------------------------------ | ------------ | ----------- | ----------------------------- |
| 1   | «Red Light, Green Light» Transcripción: «Luz roja, luz verde»      | —            | —           | 22 de noviembre de 2023       |
| 2   | «The Man with the Umbrella» Transcripción: «El hombe del paraguas» | —            | —           | 22 de noviembre de 2023       |
| 3   | «War» Transcripción: «Guerra»                                      | —            | —           | 22 de noviembre de 2023       |
| 4   | «Nowhere to Hide» Transcripción: «Sin escapatoria»                 | —            | —           | 22 de noviembre de 2023       |
| 5   | «Trick or Treat"» Transcripción: «Dulce o truco»                   | —            | —           | 22 de noviembre de 2023       |
| 6   | «Goodbye» Transcripción: «Adiós»                                   | —            | —           | 29 de noviembre de 2023       |
| 7   | «Friend and Foe» Transcripción: «Amigos y enemigos»                | —            | —           | 29 de noviembre de 2023       |
| 8   | «One Step Closer» Transcripción: «Un paso más»                     | —            | —           | 29 de noviembre de 2023       |
| 9   | «Circle of Trust» Transcripción: «Círculo de confianza»            | —            | —           | 29 de noviembre de 2023       |
| 10  | «One Lucky Day» Transcripción: «Un día de suerte»                  | —            | —           | 6 de diciembre de 2023        |

## Producción
En junio de 2022, se anunció que Netflix había encargado la serie a la producción.

### Casting
Las solicitudes para la serie se abrieron en junio de 2022 con un vídeo de anuncio publicado en YouTube. Netflix buscó concursantes de todo el mundo, pero exigió que hablaran inglés. El servicio de transmisión realizó un casting final en septiembre de 2022. Aproximadamente 81.000 solicitaron ser concursantes.
Con 456 jugadores reales, la serie afirma tener el elenco más grande en la historia de los reality shows. La mayor cantidad de jugadores son de Estados Unidos.

### Rodaje
El rodaje comenzó en enero de 2023 en dos estudios en el Reino Unido, Cardington Studios en Bedford y en seis escenarios de sonido gigantes en Barking, Londres.
Surgieron informes de que se había llamado a ambulancias para tratar lesiones reales sufridas durante el rodaje del programa. Varios jugadores afirmaron en una entrevista que "Luz roja, luz verde" en realidad había durado 7 horas, donde los jugadores tenían que mantener posturas durante hasta 30 minutos. Netflix negó la gravedad de los informes y afirmó que las lesiones eran afecciones médicas leves y que se preocupan por la salud y seguridad del elenco y el equipo. El servicio de ambulancia local también afirmó que no habían sido llamados a los estudios. El Ejecutivo de Salud y Seguridad de Gran Bretaña evaluó la producción después de estas quejas y no encontró problemas procesables. Dos actores anónimos del programa amenazaron con demandar a Netflix después de afirmar que sufrieron hipotermia durante el rodaje.

## Lanzamiento
Los primeros cinco episodios de Squid Game: The Challenge se lanzaron el 22 de noviembre de 2023. Los episodios 6 al 9 se lanzaron el 29 de noviembre, mientras que el episodio 10, el final, se lanzó el 6 de diciembre.

## Recepción

### Audiencia
En su semana de lanzamiento (20-26 de noviembre de 2023), fue el programa más visto a nivel mundial en Netflix, con 85,7 millones de horas. Esa misma semana alcanzó el número uno en 74 países, incluidos EE. UU. y el Reino Unido, y estuvo entre los 10 primeros en otros 19 países.
La serie se mantuvo en el número uno a nivel mundial en Netflix durante su segunda semana (del 27 de noviembre al 3 de diciembre de 2023), con 11,4 millones de visitas y 85 millones de horas vistas. Esa semana estuvo en el Top 10 de la televisión en 91 países diferentes. La serie de competencia de telerrealidad también impulsó la serie dramática original Squid Game al número siete en la lista de televisión no inglesa con 1,5 millones de visitas esa semana.
En su tercera semana posterior al lanzamiento, ocupó el tercer lugar a nivel mundial. Agregó 6,6 millones de visitas y 54,1 millones de horas vistas.

### Crítica
El programa recibió una recepción mixta por parte de la crítica y el público. En Rotten Tomatoes, la serie tiene un índice de aprobación del 45% según 44 reseñas, con una puntuación media de 5,8/10. El consenso de los críticos del sitio web dice: " The Challenge puede ser un atracón adictivo gracias al puro ingenio de las piezas de Squid Games, pero interpretar la sátira de la serie original completamente directamente le da a este spin-off un regusto sin alma".  Metacritic otorgó una puntuación promedio ponderada de 51 sobre 100 basada en 22 reseñas de críticos, lo que indica "críticas mixtas o promedio". 
Algunos críticos han sugerido que la versión sin guion pierde el sentido del drama. The Hollywood Reporter lo llamó "una extensión de marca que fundamentalmente malinterpreta lo que la marca debía representar en primer lugar", y continuó: "se puede eliminar el anticapitalismo de El juego del calamar, pero el capitalismo siempre encontrará una manera de criar su feo cabeza". En The Telegraph, Jasper Rees dijo que "la nueva versión del reality no pierde nada de la tensión o la intriga" del drama, y continuó: "Estoy ansioso por descubrir cuán despiadados pueden ser los últimos supervivientes impulsados por el dólar". Chase Hutchinson de Collider lo encontró "desvergonzado y oportunista" y concluyó que "si las fuerzas corruptas del capitalismo pudieran convertirse en un cadáver de televisión en ruinas, se parecería a Squid Game: The Challenge ".